# 盧賁
盧賁（?—?），表字子徵，涿郡范阳县（今河北省涿州市）人，出自范阳卢氏北祖帝师房，北周開府、燕郡公盧光之子，北周、隋朝官员。

## 生平
盧賁通晓经史，懂音律。周武帝时，袭父燕郡公之爵。历任魯陽郡太守、太子小宮尹、儀同三司。平定北齐有功，升任司武上士。楊堅担任大司武，盧賁知道楊堅不是尋常人物，于是親交甚深。周宣帝即位，盧賁加開府。
宣帝病死，楊堅掌握政权，楊堅的政敵很多，楊堅召盧賁到身边護衛。盧賁认为北周历数已尽，劝楊堅簒奪皇位。楊堅即位为隋文帝，建立隋朝，命盧賁肃清宮中，担任宿衛。盧賁上奏改北周旗幟为嘉名，于是定下青龍、騶虞、朱雀、玄武、千秋、万岁等旗名。盧賁受位散騎常侍，兼太子左庶子、左領軍、右将軍。
高熲、蘇威共掌朝政，盧賁心中不服。盧賁怂恿劉昉、元諧、李詢、張賓计划罢黜高熲、蘇威，五人共同輔政。废黜文帝拥立晋王杨广。计划洩漏，文帝追查此事。劉昉把罪责推给了盧賁、張賓。公卿上奏二人应当处以死刑。文帝想到和他们有旧交，不忍加以誅杀，将二人官爵剥奪，贬为庶民。張賓不久去世。
一年后，盧賁恢复爵位，检校太常卿。盧賁上奏音乐改制，文帝听从，七音階改为八音階，以黄鍾为宮调，命令盧賁和楊慶和参与削整删定北周、北齐音律的問題点。
盧賁历任郢州、虢州、怀州刺史。盧賁在怀州开渠引沁河之水東流，称之为利民渠。开渠引水入温县，称之为温潤渠。水利灌漑，百姓受到恩惠。数年後，盧賁转任齐州刺史。飢饉爆发，米穀价格上涨，盧賁禁止百姓出售米穀，而自行出售。由此問罪，剥奪官爵，贬为庶民。
後来盧賁随文帝行幸洛陽，文帝念及盧賁之功，恢复了他的官职。数日後，盧賁回答文帝命令失言，自述功績时有抱怨的话。激怒了文帝，盧賁被罢官归家，同年去世。享年五十四岁。

## 延伸阅读
[在维基数据编辑]
 《隋書·卷38》，出自魏徵《隋书》